# Огртач
Огртач је врста одеће која се носи преко неких других одевних делова и има сличну улогу као капут. Поред естетске улоге, огртач може да заштити од кише, ветра и хладноће или може да буде део униформе. Иако су најпопуларнији били у периоду између 18. и 20. века, прве врсте огртача, тада познате под називом химатион, прављене су још у Античкој Грчкој, у 8. веку п. н. е. У Античком Риму се након тога по узору на грчки химатион користио сличан одевни предмет који се називао палијум. Из њега су се развиле популарне римске тоге.
Причвршћује се у пределу врата или на раменима помоћу броша, који се назива фибула. Дужина огртача варира, краћи су до кука, а дужи се често вуку по земљи. Могу имати капуљачу, а неки чак и предњи део, мада је то веома ретко. Може да буде део униформе. Огртачи су се носили и носе се у безбројним друштвима. Временом су дизајни огртача промењени како би одговарали моди и доступном текстилу.

## Етимологија
Енглеска реч cloak долази од старосевернофранцуског cloque (старофранцуски cloche, cloke) што значи „путнички огртач“, од средњовековног латинског clocca „путнички огртач“, дословно „звоно“, тако названог по облику звона одеће. Тако је реч повезана са речју clock.

## Историја
Познато је да су стари Грци и Римљани носили огртаче. Грчки људи и жене су носили химатион, од архаичног до хеленистичког периода (око 750-30. п. н. е.). Римљани су касније носили огртач у грчком стилу, палијум. Палијум је био четвороугао, у облику квадрата, и почивао је на раменима, за разлику од химатиона.
Римљани Републике носили су тогу као формални приказ свог држављанства. Она је била ускраћена странцима и носили су је магистрати у свим приликама као службени беџ. За тогу се тврдило да потиче од Нуме Помпилија, другог краља Рима.
Моћни племићи и елитни ратници Астечког царства носили су тилматли; мезоамерички огртач/плашт који се користи као симбол њиховог вишег статуса. Платно и одећа су били од највеће важности за Астеке. Сложенији и шаренији тилматлији били су строго резервисани за елитне високе свештенике, цареве, орловске ратнике као и јагурске витезове.

## Оперски плашт
У вечерњој одећи у западним земљама, даме и господа често користе огртач као модни израз, или да заштите фине тканине вечерње одеће од временских непогода, посебно тамо где би капут згњечио или сакрио одећу. Оперски огртачи се израђују од квалитетних материјала као што су вуна или кашмир, сомот и сатен.
Даме могу да носе дуг (преко рамена или до чланака) огртач који се обично назива огртач, или огртач пуне дужине. Господа носе огртач до глежња или пуне дужине. Свечани огртачи често имају скупе обојене подставе и украсе као што су свила, сатен, сомот и крзно.
Термин је био наслов оперске комедије из 1942. године.

## У књижевности и уметности
Према верзији Библије краља Џејмса, Матеј је записао да је Исус из Галилеје рекао у Матеју 5:40: „И ако неко хоће да те тужи и одузме твоју капут, дај му и твој огртач.“ Верзија Библије краља Џејмса има речи забележене мало другачије у Луки 6:29: „...и ко ти скине огртач, не забрањуј да узме и капут твој.“
Плаштеви су основна одећа у жанру фантастике због популарности средњовековног окружења, иако фантазијски огртачи обично више подсећају на огртаче из 18. или 19. века него на средњевековне. Такође се обично повезују са вештицама, чаробњацима и вампирима; најпознатија сценска верзија Дракуле, која је први пут учинила глумца Белу Лугосија истакнутим, представљала га је како носи огртач тако да је његов излазак кроз врата скривен на сцени могао изгледати изненадан. Када је Лугоси поновио своју улогу Дракуле у филмској верзији представе Универзал студија из 1931. године, задржао је огртач као део своје одеће, што је оставило тако снажан утисак да су огртачи почели да се изједначавају са грофом Дракулом у скоро свим неисторијским медијским приказима о њему.
Фантазијски огртачи су често магични. На пример, могу дати особи која га носи невидљивост као у серији Хари Потер Џ. К. Роулинг. Сличну врсту одеће носе чланови Друштва Прстенова у Господару прстенова Џ. Р. Р. Толкина, иако уместо да дају потпуну невидљивост, огртачи вилењака једноставно изгледају као да се мењају између било које природне боје (нпр. зелена, сива, браон) како би се помогло кориснику да се стопи са својом околином. У причама Марвелових стрипова и у Марвеловом филмском универзуму, чаробњак Доктор Стрејнџ је повезан са магичним плаштом левитације, који не само да омогућава свом носиоцу да левитира, већ има и друге мистичне способности. Доктор Стрејнџ га такође користи као оружје. Алтернативно, огртачи у фантазији могу поништити магичне пројектиле, као „огртач магијског отпора” у НетХаку.

## Метафора
Метафоричко значење огртача је невидљивост, због чега се често користи у научнофантастичним књигама и филмовима. На пример, у филмском серијалу Звездане стазе постоје огртачки уређаји који омогућују да особе или цели свемирски бродови буду привремено невидљиви. A real device, albeit of limited capability, was demonstrated in 2006. У франшизи књига и филмова о Харију Потеру, огртач невидљивости је једна од три реликвије Смрти. У филмском серијалу Господар прстенова, Лејди Галадријела је направила вилењачке огртаче за свих девет чланова Дружине прстена. Ти огртачи су мењали боје са окружењем и тако помагали да прођу неопажено на путу до Уклете планине. Огртачи се доводе у асоцијацију и са вампирима, вештицама и чаробњацима. Најпознатији по таквој улози је Бела Лугоси, који је тумачио грофа Дракулу у истоименом филму из 1931. Пошто држе особу скривеном и скривају оружје, фраза плашт и бодеж је почела да се односи на шпијунажу и тајне злочине: сугерише убиство из скривених извора. Приче о „огртачу и бодежу“ су стога мистериозне, детективске и криминалиситчке приче. Дуо осветника Марвелових стрипова Плашт и бодеж је референца на ово.